# Aritranis director
Aritranis director är en stekelart som först beskrevs av Carl Peter Thunberg 1822.  Aritranis director ingår i släktet Aritranis och familjen brokparasitsteklar. Arten är reproducerande i Sverige. Utöver nominatformen finns också underarten A. d. corsicator.